# Phyllonorycter mongolicae
Phyllonorycter mongolicae là một loài bướm đêm thuộc họ Gracillariidae. Nó được tìm thấy ở Nhật Bản (Hokkaidō, Honshū, Kyūshū, Shikoku).
Sải cánh dài 5.5–7 mm.
Ấu trùng ăn Quercus crispula, Quercus mongolica và Quercus serrata. Chúng ăn lá nơi chúng làm tổ.